# Кабу-Фриу
Кабу-Фриу (порт. Cabo Frio) — муниципалитет в Бразилии, входит в штат Рио-де-Жанейро. Составная часть мезорегиона Байшадас-Литоранеас. Входит в экономико-статистический микрорегион Лагус. Население составляет 162 229 человек на 2007 год. Занимает площадь 400,693 км². Плотность населения — 404,9 чел./км².

## История
Город основан португальцами 13 ноября 1615 года.
Во время Второй мировой войны в город на небольшой парусной яхте «Пассим» под командованием Генриха Гарберса были тайно доставлены два немецких агента.
В 1997 году в городе был основан футбольный клуб Associação Desportiva Cabofriense. Современный Кабу-Фриу известен как город-курорт с песчаными пляжами и историческими достопримечательностями, он включён в маршруты многих круизных кораблей.

## Статистика
- Валовой внутренний продукт на 2005 год составляет 4 553 545 тыс. реалов (данные: Бразильский институт географии и статистики).
- Валовой внутренний продукт на душу населения на 2005 год составляет 28 516,00 реалов (данные: Бразильский институт географии и статистики).
- Индекс развития человеческого потенциала на 2000 год составляет 0,792 (данные: Программа развития ООН).